# Náuplio (mitologia)
Náuplio (em grego:  Ναύπλιος), na mitologia grega, foi o nome de dois personagens: um era filho de Posídon e Amimone fundador de Náuplia; o outro foi o mítico rei de Eubeia (Náuplia), possivelmente descendente do primeiro. era pai de Palamedes, que lutou na Guerra de Troia.
O nome pode ter sido originalmente aplicado a um personagem, o fundador da cidade de Náuplia (moderna Nafplion) na Argólida. Antigos mitógrafos perceberam que o nascimento de Náuplio I como um neto de Dánao foi incompatível com as histórias ligadas a Náuplio que se referem à Palamedes e a Guerra de Troia, que ocorreram muitas gerações depois que Dánao reinou na Argólida. Então, uma genealogia foi criada para ligar os dois personagens chamados Náuplio: Náuplio I – Preto – Lerno – Náubulo – Clitôneo – Náuplio II. (Note que Preto aqui aparentemente não é o mesmo Preto, filho de Abas).

## Náuplio (filho de Posídon)
Este Náuplio foi filho do deus Posídon com Amimone, filha de Dánao. Este Náuplio fundou Náuplia e foi casado com Filira, que lhe deu um filho chamado Lerno.

## Árvore Genealógica
|  |  |  |  |        |        |        |        |        |        | Oceano | Oceano | Oceano | Oceano | Oceano | Oceano |        |        |        |        |        |        | Tétis | Tétis | Tétis | Tétis | Tétis | Tétis |       |       | Poseidon | Poseidon | Poseidon | Poseidon | Poseidon | Poseidon |  |  |  |  |  |  | Amimone | Amimone | Amimone | Amimone | Amimone | Amimone |  |  |  |  |  |  |
|  |  |  |  |        |        |        |        |        |        | Oceano | Oceano | Oceano | Oceano | Oceano | Oceano |        |        |        |        |        |        | Tétis | Tétis | Tétis | Tétis | Tétis | Tétis |       |       | Poseidon | Poseidon | Poseidon | Poseidon | Poseidon | Poseidon |  |  |  |  |  |  | Amimone | Amimone | Amimone | Amimone | Amimone | Amimone |  |  |  |  |  |  |
|  |  |  |  |        |        |        |        |        |        |        |        |        |        |        |        |        |        |        |        |        |        |       |       |       |       |       |       |       |       |          |          |          |          |          |          |  |  |  |  |  |  |         |         |         |         |         |         |  |  |  |  |  |  |
|  |  |  |  |        |        |        |        |        |        |        |        |        |        |        |        |        |        |        |        |        |        |       |       |       |       |       |       |       |       |          |          |          |          |          |          |  |  |  |  |  |  |         |         |         |         |         |         |  |  |  |  |  |  |
|  |  |  |  | Cronos | Cronos | Cronos | Cronos | Cronos | Cronos |        |        |        |        |        |        | Filira | Filira | Filira | Filira | Filira | Filira |       |       |       |       |       |       |       |       | Náuplio  | Náuplio  | Náuplio  | Náuplio  | Náuplio  | Náuplio  |  |  |  |  |  |  |         |         |         |         |         |         |  |  |  |  |  |  |
|  |  |  |  | Cronos | Cronos | Cronos | Cronos | Cronos | Cronos |        |        |        |        |        |        | Filira | Filira | Filira | Filira | Filira | Filira |       |       |       |       |       |       |       |       | Náuplio  | Náuplio  | Náuplio  | Náuplio  | Náuplio  | Náuplio  |  |  |  |  |  |  |         |         |         |         |         |         |  |  |  |  |  |  |
|  |  |  |  |        |        |        |        |        |        |        |        |        |        |        |        |        |        |        |        |        |        |       |       |       |       |       |       |       |       |          |          |          |          |          |          |  |  |  |  |  |  |         |         |         |         |         |         |  |  |  |  |  |  |
|  |  |  |  |        |        |        |        |        |        | Quíron | Quíron | Quíron | Quíron | Quíron | Quíron |        |        |        |        |        |        |       |       |       |       | Lerno | Lerno | Lerno | Lerno | Lerno    | Lerno    |          |          |          |          |  |  |  |  |  |  |         |         |         |         |         |         |  |  |  |  |  |  |

## Náuplio (filho de Clitônio)

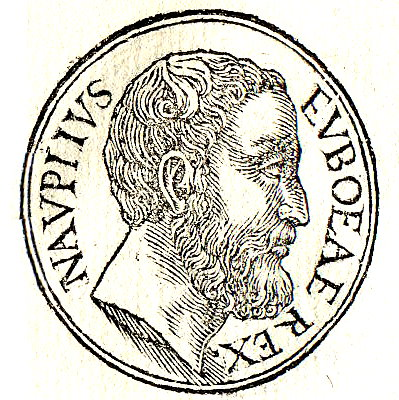
Náuplio, filho de Clitônio

Este é o Náuplio mais famoso, tataraneto de seu homônimo, o fundador de Náuplia. Como Náuplio I, Náuplio II também governou sobre Náuplia (embora outros relatos dique que ele reinou na Eubeia). O rei cretense Catreu suspeitava que sua filha Clímene estivesse a conspirar contra ele, então ele vendeu-a a Náuplio. Esta se casou com ele e deu à luz dois filhos de Náuplio, chamados Palamedes e Oeax.
De acordo com Apolodoro, Palamedes lutou na Guerra de Troia, mas morreu em consequência de intrigas com Ulisses. Náuplio foi para Troia para pedir justiça pela morte de seu filho, no entanto, ninguém o ouvia e todos supuseram que Agamenon ajudou Ulisses a matar Palamedes. Consequentemente, Náuplio jurou vingança contra Agamemnon e os outros líderes gregos. De acordo com Apolodoro, quando os gregos estavam navegando para casa de Troia após o encerramento da guerra, Náuplio acendeu fogueiras ao longo da perigosa costa da Eubeia, e muitos navios naufragaram como resultado. Antes deste ponto, ele também convenceu muitas das esposas solitárias dos comandantes gregos a serem infiéis com seus maridos, e a conspirar contra eles – incluindo Clitemnestra (esposa de Agamenon) que se juntou com Egisto, e Meda, (esposa de Idomeneu), que foi infiel com Leuco. Leuco matou Meda e sua filha Cleisithyra e expulsou Idomeneu quando ele voltou de Troia.
Este Náuplio foi contado entre os argonautas.